# Bisdom Tuxtepec
Het bisdom Tuxtepec (Latijn: Dioecesis Tuxtepecensis) is een rooms-katholiek bisdom met als zetel San Juan Bautista Tuxtepec, in Mexico. Het bisdom is suffragaan aan het aartsbisdom Antequera. 

## Geschiedenis
Het bisdom werd opgericht op 8 januari 1979, uit delen van de territoriale prelatuur Huautla. 

## Parochies
Het bisdom had in 2020 een oppervlakte van 6.000 km2 en telde 474.800 inwoners waarvan 76,5% rooms-katholiek was.

## Bisschoppen
- José de Jesús Castillo Rentería (8 januari 1979 - 11 februari 2005)
- José Antonio Fernández Hurtado (11 februari 2005 - 26 september 2014)
- José Alberto González Juárez (6 juni 2015 - heden)

Antequera (aartsbisdom) · Huautla (territoriale prelatuur) · Mixes (territoriale prelatuur) · Puerto Escondido · Tehuantepec · Tuxtepec